# Agrostis decaryana
Agrostis decaryana é uma espécie de gramínea do gênero Agrostis, pertencente à família Poaceae.